# USS Goff (DD-247)
Za druga plovila z istim imenom glejte USS Goff.
USS Goff (DD-247) je bil rušilec razreda Clemson v sestavi Vojne mornarice Združenih držav Amerike.
Rušilec je bil poimenovan po Nathanu Goffu mlajšemu.